# Alara (Nubien)
Alara (geb. 9. Jahrhundert v. u. Z.; gest. 8. Jahrhundert v. u. Z.) war ein nubischer König, der in verschiedenen Texten als Urvater des nubischen Herrscherhauses erscheint, der aber von keinen zeitgenössischen Quellen bekannt ist (vergleiche jedoch: Aryamani).
Wenig ist zu seiner Person bekannt. Er war wohl der Vorgänger von Kaschta, trug aber noch nicht die volle königliche Titulatur. Seine Beziehung zu Kaschta ist umstritten. Während die frühere Forschung von einem Bruderverhältnis ausging, ist die neuere Forschung vorsichtiger, da wenig zu den Thronfolgeregelungen im nubischen Königshaus bekannt ist.
Die Gemahlin von Alara war Kasaqa. Als Tochter ist Tabira bekannt, die die Gemahlin von Pianchi war und Alara auf einer Stele aus al-Kurru erwähnt. Es ist vermutet worden, dass Alara in al-Kurru bestattet wurde, doch kann ihm kein Grab mit Sicherheit zugeordnet werden.

## Alara in historischen Aufzeichnungen
Alara ist hauptsächlich aus einigen wenigen Quellen bekannt, die nach seiner Lebzeit angefertigt wurden und auf ihn verweisen. Das bekannteste Beispiel sind die Stelen Kawa IV und VI des späteren kuschitischen Pharaos Taharqa. Es handelt sich um Stelen aus dem Amun Tempel in Kawa, auch Tempel T genannt. Dieser befand sich im heutigen Dunqula im Nordsudan. Heutzutage werden die Stelen im Museum of Khartou, dem Nationalmuseum des Sudans, unter nos 2678 und 2679 aufbewahrt.
Auch in Inschriften des späteren nubischen Königs Nastasen erscheint der Name Alara. So findet sich beispielsweise eine Passage, in der Nastasen sich die Macht von Alara wünscht und den Ort besucht, an dem Alara aufgewachsen ist.

## Gründungsmythos
Alara gilt als Ahnherr des Reichs von Kusch. Die Region des Reichs von Kusch stand lange Zeit unter ägyptischer Vorherrschaft. Um 1070 v. Chr. schwächte sich die ägyptische Herrschaft infolge innerer Unruhen und externer Bedrohungen ab, was schließlich zum Rückzug der ägyptischen Truppen aus Nubien führte. Dieser Rückzug markierte das Ende der direkten ägyptischen Kontrolle über die Region. Er hinterließ ein Machtvakuum. Eine Zeit der Wirre begann und es kam zu Kämpfen um die Macht sowie zu ausländischen Überfällen. Es bildeten sich kleinere regionale Zentren aus, die sich stark voneinander unterschieden.
Im Kampf um diese Macht hat sich letztendlich Alara durchgesetzt. Wie es dazu gekommen sein soll, erzählt der Gründungsmythos: Alara und der Gott Amun sind einen Pakt eingegangen, der ihn zum Herrscher machte. Ausschlaggebend dafür, dass die Wahl auf ihn gefallen ist, soll ein Amun Orakel gewesen sein. Genauere Informationen über den Ablauf des Orakels sind nicht bekannt. Durch diese Information kann aber angenommen werden, dass der Amun Kult schon vor Alara in diesem Herrschaftsbereich etabliert gewesen sein muss, sonst hätte sich damit kein neuer Herrscher bestimmen lassen. Oder aber, dass Alara selbst es war, der den Amun Kult wiedereinführte und bedeutend gemacht hat.
Der göttliche Zusammenschluss der beiden sah wie folgt aus: Um die Macht zu erhalten musste Alara seine Familie diesem Gott weihen. Die Weihung sah vor, dass Alaras Schwester an den Gott gegeben werden musste. Aus dieser Vereinigung entsprangen Nachkommen, die göttlich und somit ultimativ legitimiert sind. Können spätere Herrschaftsanwärter also ihren Verwandtschaftsgrad zu Alara bzw. seiner Schwester oder ihren Nachkommen nachweisen, sind auch diese über Jahrhunderte hinweg legitimiert.
Diese Gründungslegende geht hauptsächlich aus der Stele Kawa IV & VI hervor. Die Erzählung weist große Ähnlichkeiten mit der Empfängnis von Hatshepsut sowie Amenhotep III auf.

## Kritik
Da der Gründungsmythos auf den Stelen des Taharqa basiert ist eine kritische Einordnung vonnöten. Es ist davon auszugehen, dass die Stelen Kawa IV und VI angefertigt wurden, um die Legitimation und Glaubwürdigkeit Taharqas zu stärken. In diesem Kontext sollten sie auch gesehen werden: den geschilderten Ereignissen und Tatsachen der Abbildungen und Inschrift ist also nicht bedingungslos Glaube zu schenken, da Taharqa sie benutzt um seine Herrschaft zu untermauern. Trotzdem geht der Großteil der Forschung davon aus, dass Taharqa tatsächlich Nachfahre von Alara gewesen ist. Er soll etwa zwei Generationen und ca. 100 Jahre nach ihm existiert haben.
Es gibt auch Kontroversen darüber, ob Alara wirklich der Reichsgründer war. Der deutsche Ägyptologe Karl-Heinz Priese und die österreichische Archäologin Angelika Lohwasser, beispielsweise in ihrem Werk „Die königlichen Frauen im antiken Reich von Kusch“, stellen infrage, ob er tatsächlich an der Spitze des Stammbaums steht oder ob es vor ihnen weitere Generationen gab, die das Reich begründeten. Vor allem Karl Jansen-Winkeln, ebenfalls deutscher Ägyptologe, geht davon aus, dass Alara nicht der Begründer der Dynastie ist, sondern nur der älteste Vorgänger der Linie der Taharqa entspringt.